# ایر (بازی ویدئویی)
ایر (エアー Air) یک رمان تصویری ژاپنی است که توسط کی، یکی از برندهای ویژوال‌ آرتس توسعه یافته و در ۸ سپتامبر ۲۰۰۰ برای ویندوز منتشر شد. داستان دربارهٔ زندگی یوکیتو کونیساکی، یک نمایش‌گردان مسافرتی است که به دنبال «دختری در آسمان» است. او به شهری آرام و ساحلی می‌رسد و در آنجا با سه دختر آشنا می‌شود که یکی از آنها کلید پایان سفر اوست.
گیم‌پلی ایر، به صورت خط داستانی منشعب است و سناریوهای از پیش تعیین شده را با انتخاب‌های بازیکن ارائه می‌دهد. بازی به سه بخش رؤیا (Dream)، تابستان (Summer) و آسمان (Air) تقسیم می‌شود که به عنوان مراحل مختلف در داستان کلی عمل می‌کنند. عنوان بازی منعکس کننده تم‌های برجسته هوا، آسمان‌ها و استفاده از بال‌ها در طول گیم‌پلی است. این بازی در زمان انتشار به عنوان پرفروش‌ترین بازی رایانه‌های شخصی فروخته شده در ژاپن تبدیل شد و پس از آن چندین بار در جدول ۵۰ بازی برتر قرار گرفت. ایر بیش از ۳۰۰٬۰۰۰ نسخه در چندین پلتفرم فروخته است.
از این اثر چندین رسانه دیگر نیز منتشر شده مانند دو جلد مانگا، کتاب‌های هنری، درام‌های رادیویی و چندین آلبوم موسیقی. در سال ۲۰۰۵ استودیو کیوتو انیمیشن یک مجموعه تلویزیونی انیمه ۱۳ قسمتی و یک مینی مجموعه انیمه دو قسمتی را در سال ۲۰۰۵ منتشر کرد و یک فیلم انیمه‌ای ساخته استودیو توئی انیمیشن به اکران درآمده است.